# Newmanoperla thoreyi
Newmanoperla thoreyi är en bäcksländeart som först beskrevs av Banks 1920.  Newmanoperla thoreyi ingår i släktet Newmanoperla och familjen Gripopterygidae. Inga underarter finns listade i Catalogue of Life.